# Styloceras brokawii
Styloceras brokawii är en buxbomsväxtart som beskrevs av Alwyn Howard Gentry och R. Foster. Styloceras brokawii ingår i släktet Styloceras och familjen buxbomsväxter. Inga underarter finns listade i Catalogue of Life.